# Coenomantis kraussiana
Coenomantis kraussiana es una especie de mantis de la familia Mantidae. Es el único miembro del género monotípico Coenomantis.

## Distribución geográfica
Se encuentra en Australia.